# Lumbrein
Lumbrein est une localité et  commune suisse ancienne du canton des Grisons, située dans la région de Surselva.

## Histoire
Le 1er janvier 2013, la commune a fusionné avec Degen, Cumbel, Morissen, Suraua, Vignogn, Vella et Vrin pour former la nouvelle commune Lumnezia.

## Langues
La population de Lumbrein parle presque exclusivement romanche.

## Personnalités
- Armin Capaul, né dans la localité.
- Pascal Caminada, joueur suisse de hockey.